# Nikos Kazantzakis
Nikos Kazantzakis (în greacă Νίκος Καζαντζάκης pronunție în greacă modernă [ˈnikos kazanˈd͡zacis]; n. 18 februarie 1883, Heraklion, Imperiul Otoman – d. 26 octombrie 1957, Freiburg im Breisgau, RFG) a fost un autor grec care a scris de-a lungul vieții sale poeme, romane, eseuri, și cărți de călătorii. Probabil cel mai important și cel mai tradus scriitor grec al secolului XX. A devenit cunoscut în 1964 când a fost lansat filmul Zorba Grecul, bazat pe romanul cu același nume scris de acesta.
Aflat veșnic în conflict cu autoritățile din Grecia pentru opiniile sale îndrăznețe (asemenea bunului prietenului său Panait Istrati, era atașat ideilor de stânga), deși a îndeplinit o vreme și funcții publice, a găsit mai multă audiență în străinătate decât în propria patrie, fiind nominalizat de câteva ori la Premiul Nobel.

## Viața și destinul literar

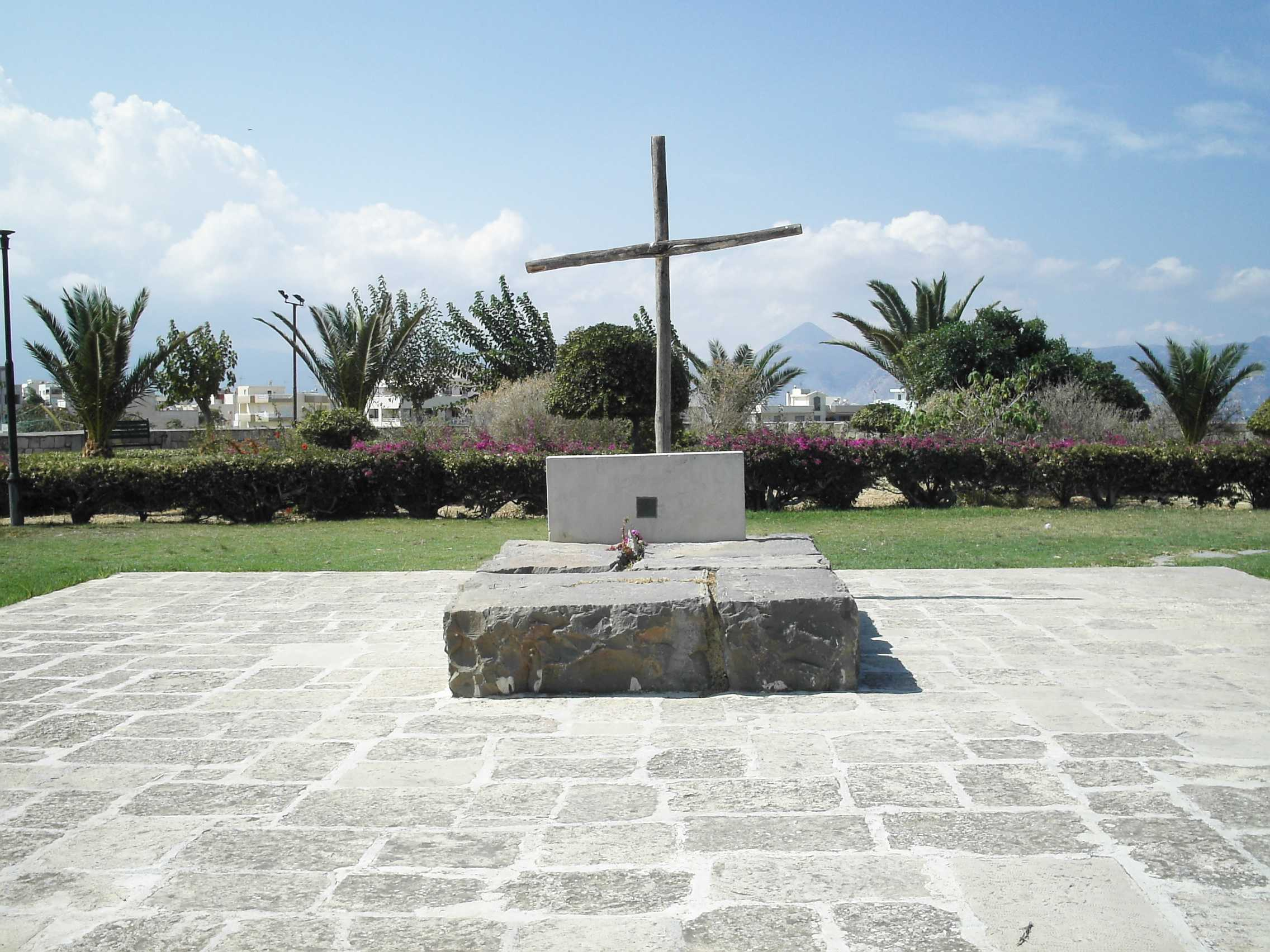
Mormântul lui N. Kazantzakis din Heraklion, pe epitaf scrie: Nu sper nimic, nu-mi este frică de nimic, sunt liber.'

Se naște la Heraklion, în insula Creta, Nikos, primul din cei patru copii ai familiei Kazantzakis. Tatăl, Mihalis (1856-1932), originar dintr-un sat din împrejurimile Iraklionului, se îndeletnicea cu negoțul de produse agricole.

Bustul scriitorului Nikos Kazantzakis din Tulcea

Răscoală cretană împotriva stăpânirii turcești determină familia Kazantzakis să se refugieze, pentru doi ani, între 1897-1899, în insula Naxos din Marea Egee. Tânărul Nikos urmează, timp de doi ani, cursurile colegiului francez din insulă, condus de călugări franciscani. Învață franceza și italiana și se familiarizează, prin intermediul lecturilor, cu civilizația occidentală. Revenit în insula natală, își continuă studiile la gimnaziul din Iraklion. Mai târziu, studiază Dreptul la Atena.
În 1906 își face debutul în lumea literelor cu eseul „Boala veacului”, apărut în revista Pinakothiki, sub pseudonimul Karma Nirvami. Sub același pseudonim publică în acest an și primul volum: Șarpe și crin, o nuvelă de mari dimensiuni (95 de pagini), cu influențe din D'Annunzio. Pe parcursul anului 1907, semnează, sub pseudonimul Akritas, cronici în cotidianul atenian Akropolis. Din cauza situației materiale, veșnic precare, a fost nevoit să-și câștige, ca și alți scriitori contemporani (Grigorios Xenopoulos, Kostis Palamas), existența prin scris. A colaborat de-a lungul anilor la numeroase publicații ale vremii, rezultatul fiind o opera imensă, adunată în parte în volumele de impresii de călătorie, în parte rămasă încă în paginile ziarelor. Piesa Se crapă de ziuă, premiată la un concurs dramatic, este pusă în scenă la teatrul Athineon din capitală. Autor al unei impresionante opere dramatice - a scris, în versuri și în proză ritmată, tragedii cu subiecte antice, de inspirație bizantină și cu tematică diversă -, Kazantzakis va rămâne în istoria dramaturgiei, dar nu și a teatrului, prin valoarea strict literara a pieselor, compuse mai mult pentru a fi citite decat jucate (fapt confirmat de eșecul înregistrat de spectacolele cu piesele sale). La 1 octombrie 1907 sosește la Paris, unde se dedica, până în 1909, studiilor de specializare în Drept. La Collège de France urmărește cursurile ținute de Henri Bergson, a cărui concepție filozofică îi va marca profund opera și viața.
În perioada martie-aprilie a anului 1909 va face prima călătorie în Italia unde va reveni în numeroase rânduri. În 1910 se va stabili la Atena, unde publica tragedia Meșterul, prelucrare a unei legende populare în care influențe din Nietzsche se împletesc cu trăiri personale. Premiată la un concurs dramatic, piesa va fi pusă în scenă în 1916. Mijloacele de existență și le asigură traducând pentru editura ateniană Fexi cărți de filozofie și știință. Un an mai târziu, în 1911, se căsătorește, la Iraklion, cu Galatea Alexiou. Poetă, prozatoare, dramaturg, Galatea Kazantzakis (1881-1962) va ocupa un loc de seamă în viața literară elenă. Căsătoria, timp de 16 ani, a celor doi oameni de litere, intelectuali cu firi și caractere opuse, va reprezenta pentru Kazantzakis, una dintre cele mai frământate perioade din viața sa. În 1926 căsătoria va eșua într-un divorț. În romanul Oameni și supraoameni (1957), capodopera sa, Galatia va zugrăvi calvarul conviețuirii cu Nikos.
Înscris ca voluntar în armată în timpul Războaielor Balcanice, va servi la biroul special al primului-ministru, Eleftherios Venizelos. Un punct de răscruce din biografia sa îl constituie întâlnirea cu Anghelos Sikelianos (1884-1851), personalitate de prim-plan a literaturii elene, de care-l va lega o strânsă prietenie.
Timp de un an (1916-1917), Nikos, împreună cu Gheorghios Zorbas, va încerca să pună pe roate exploatarea unei mine de lignit la Prastova, în sudul Peloponesului. Gheorghios Zorbas (1870-1941), originar din Halkidiki, un om din popor, cu maniere simple, un idealist fără pereche, pe care Kazantzakis l-a cunoscut la Muntele Athos, a reușit să-l atragă pe scriitorul cretan în această aventură ce va deveni peste trei decenii nucleul cărții Zorba Grecul. S-au păstrat câteva scrisori „pline de pitoresc” adresate de Zorbas fostului său asociat de afaceri.
Pe lângă Zorba Grecul, a scris și alte romane de referință, precum: Hristos răstignit a doua oară, Raport către El Greco, Ultima tentație a lui Hristos, Fratricizii.

## Scrieri
- 1906: Ophis Kai Krino (Șarpe și crin)
- 1927: Asceza
- 1928: Salvator Dei
- 1928: Însemnări de călătorie din U.R.S.S.
- 1934: Toda Raba
- 1938: Odiseea
- 1938: Însemnări de călătorie din Japonia și China
- 1941: Însemnări de călătorie din Anglia
- 1941/1943: Trilogia lui Prometeu
- 1945: Iulianos
- 1946: Zorba Grecul (Alexis Zorba)
- 1953: Libertate sau moarte. Căpitanul Michales
- 1955: Hristos răstignit a doua oară
- 1955: Sodoma și Gomora
- 1955: Ultima ispită
- 1956: Francisc al meu din Assisi
- 1961: Raport către El Greco

## Citate și aprecieri critice
Despre romanul Zorba Grecul:
„O călătorie palpitantă în universul însorit al spiritului omenesc. O capodoperă fără vârstă, asemenea Odiseei.”—The New York Times
Despre romanul Hristos răstignit din nou:
„Un roman profund, cutremurător.”—Time
Despre romanul Ultima ispită a lui Hristos:
„O poveste extrem de emoționantă a unei mari victorii spirituale.”—The New York Times
„Un roman sfâșietor.”—Time
„Descriind învierea lui Lazăr, copilăria și adolescența Mariei Magdalena, viața de zi cu zi a Martei și a Mariei, Kazantzakis reconstituie strălucit vremurile biblice, reușind să ne dezvăluie chipul uman al figurilor din parabole.”—Times Literary Supplement